# Línguas pamir
As Línguas Pamir  são um grupo de línguas indo-iranianas orientais, faladas por muitas etnias nas montanhas pamir, principalmente ao longo do rio Panj e seus afluentes. Isso inclui a província  Badakhshan do norte do Afeganistão e também na província Gorno-Badakhshan do leste do Tadjiquistão. Há ainda pequenas comunidades que nas últimas décadas se estabeleceram em áreas adjacentes no Paquistão.  A língua sarikol, uma das línguas do grupo Pamir, é falada além das montanhas Sarikol, nas proximidades da Fronteira Afeganistão-China, sendo a mais oriental das línguas indo-iranianas. A única outra língua sobrevivente das Iranianas do Sudeste é a Pachto